# Acanthermia atriluna
Acanthermia atriluna là một loài bướm đêm trong họ Noctuidae.